# Berosus (Mondkrater)
Berosus ist ein Einschlagkrater am nordöstlichen Rand der Mondvorderseite.
Er liegt nordwestlich des Kraters Hahn und westlich von Gauss.
Der Kraterwall ist terrassiert. Das Innere ist eben.
| Buchstabe | Position           | Durchmesser | Link |
| --------- | ------------------ | ----------- | ---- |
| A         | 33,11° N, 68,03° O | 11 km       |      |
| F         | 34° N, 66,48° O    | 22 km       |      |
| K         | 32,17° N, 70,86° O | 8 km        |      |

Der Krater wurde 1935 von der IAU nach dem babylonischen Astronomen Berossos offiziell benannt.